# Isak Rogde
Isak Rogde (Senja, 3 de fevereiro de 1947 - 3 de janeiro de 2010) foi um tradutor norueguês. Ele traduziu para o norueguês mais de 150 livros em dinamarquês, inglês, russo, sueco e alemão.